# Edurne
Edurne est un prénom féminin basque.
L'équivalent du prénom est « Nieves » en espagnol et « Edur » au masculin.
Edur est un mot basque qui signifie « neige ».

## Prénom
- Pour l'ensemble des articles sur les personnes portant ce prénom, consulter :
  - la liste des articles dont le titre commence par ce prénom
  - les listes produites par Wikidata : Liste des personnes de prénom « Edurne » — même liste en incluant les éventuels prénoms composés qui contiennent « Edurne ».